# Општина Пиетроаса (Тимиш)
Пиетроаса (рум. Pietroasa) општина је у Румунији у округу Тимиш.
Oпштина се налази на надморској висини од 409 m.